# La Folletière-Abenon
La Folletière-Abenon är en kommun i departementet Calvados i regionen Normandie i norra Frankrike. Kommunen ligger i kantonen Orbec som ligger i arrondissementet Lisieux. År 2022 hade La Folletière-Abenon 140 invånare.

## Befolkningsutveckling
Antalet invånare i kommunen La Folletière-Abenon
Referens: INSEE